# Mesarmadillo flavescens
Mesarmadillo flavescens är en kräftdjursart som beskrevs av Richardson1909. Mesarmadillo flavescens ingår i släktet Mesarmadillo och familjen Eubelidae. Inga underarter finns listade i Catalogue of Life.